# Liste der Schiedsrichtereinsätze bei der Fußball-Weltmeisterschaft 2018
Die Liste der Schiedsrichtereinsätze bei der Fußball-Weltmeisterschaft 2018 führt alle Schiedsrichter, die bei der Fußball-Weltmeisterschaft 2018 vom 14. Juni bis zum 15. Juli 2018 in Russland eingesetzt wurden.

## Allgemeines

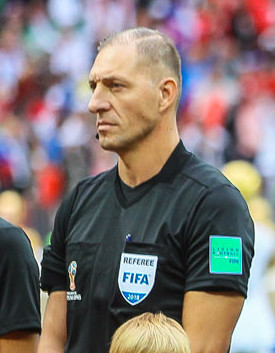
Der argentinische Schiedsrichter Néstor Pitana leitete das Eröffnungsspiel und Finale der Fußball-Weltmeisterschaft 2018.

Am 29. März 2018 nominierte die FIFA 36 Schiedsrichter und 63 Schiedsrichterassistenten. Am 30. April nominierte die FIFA 13 Schiedsrichter, die ausschließlich als Videoassistenten eingesetzt werden. Darüber hinaus werden auch einige Schiedsrichter und Schiedsrichterassistenten, die im Stadion zum Einsatz kommen, als Videoassistenten eingesetzt.
Der Schiedsrichter Fahad al-Mirdasi (Saudi-Arabien) wurde Ende Mai 2018 lebenslänglich gesperrt, da er vor dem Endspiel des saudi-arabischen King Cups zwischen dem Ittihad FC und dem al-Faisaly FC Bestechungsgeld vom Ittihad-Präsidenten gefordert habe. Seine Schiedsrichterassistenten Mohammed al-Abakry und Abdulah al-Shalwai wurden ebenfalls vom Turnier zurückgezogen. Es wurde kein neuer Schiedsrichter nachnominiert. Das FIFA-Schiedsrichterkomitee nominierte stattdessen zwei Schiedsrichter-Assistenten, um das Schiedsrichterteam von Mohammed Abdullah Hassan Mohammed (Vereinigte Arabische Emirate) bzw. Ryūji Satō (Japan) zu vervollständigen: Hasan al-Mahri (Vereinigte Arabische Emirate) und Hiroshi Yamauchi (Japan).
Am 7. Juni 2018 wurde bekannt, dass auch der kenianische Schiedsrichterassistent Marwa Range in Bestechungsvorwürfe verwickelt sei. Dieser soll ein Geschenk von rund 600 US-Dollar angenommen haben. Daraufhin wurde er ohne offizielles Statement der FIFA von der Liste der Linienrichter gestrichen. Über eine Teilnahme seines weiteren Teams, bestehend aus dem gambischen Schiedsrichter Bakary Gassama und dem burundischen Assistenten Jean-Claude Birumushahu, wurde im Anschluss diskutiert. Es wurde kein Schiedsrichterassistent als Ersatz für Marwa Range nachnominiert.
Die Weltmeisterschaft 2018 wurde also von einem Team aus 35 Schiedsrichtern und 62 Schiedsrichterassistenten geleitet. Insgesamt kamen 30 Schiedsrichterteams zur Leitung der 64 Spiele zum Einsatz. Von denen gab es 21 Schiedsrichterteams aus einem Land, alle weiteren Teams bildeten sich aus unterschiedlichen Nationen zusammen; drei dieser Teams setzten sich aus drei verschiedenen Nationen zusammen. Bemerkenswert ist, dass der Schiedsrichterassistent Juan Zumba (El Salvador) bei zwei verschiedenen Schiedsrichterteams eingesetzt wurde. Hinzu kommen 5 Unterstützer-Schiedsrichterteams, die ausschließlich als Vierter Offizieller bzw. Fünfter Offizieller zum Einsatz kamen. Wobei der äthiopische Schiedsrichter bzw. Vierte Offizielle Bamlak Weyesa mit verschiedenen Schiedsrichterassistenten zu den Partien einberufen wurde.
Der Altersdurchschnitt aller Hauptschiedsrichter betrug 40,29 Jahre, wobei der Serbe Milorad Mažić mit 45 Jahren der älteste Spielleiter und der Mexikaner César Ramos mit 34 Jahren der jüngste Unparteiische war.
Der Argentinier Néstor Pitana leitete sowohl das Eröffnungsspiel als auch das Finale, er hatte zudem mit fünf Einsätzen die meisten Spielleitungen aufzuweisen.

## Liste der Schiedsrichter

### Schiedsrichterteams
| Verband                               | Schiedsrichter                        | Land                         | Geburtstag        | Assistent 1                 | Assistent 2                    |
| ------------------------------------- | ------------------------------------- | ---------------------------- | ----------------- | --------------------------- | ------------------------------ |
| AFC                                   | Ravshan Ermatov (‡)                   | Usbekistan                   | 9. August 1977    | Abdukhamidullo Rasulov      | Jakhongir Saidov               |
| AFC                                   | Alireza Faghani                       | Iran                         | 21. März 1978     | Mohammadreza Mansouri       | Reza Sokhandan                 |
| AFC                                   | Mohammed Abdullah Hassan Mohammed     | Vereinigte Arabische Emirate | 2. Dezember 1978  | Mohamed al-Hammadi          | Hasan al-Mahri                 |
| AFC                                   | Ryūji Satō                            | Japan                        | 16. April 1977    | Toru Sagara (1)             |                                |
| AFC                                   | Nawaf Shukralla                       | Bahrain                      | 13. Oktober 1976  | Yaser Tulefat               | Taleb al-Marri                 |
| CAF                                   | Mehdi Abid Charef                     | Algerien                     | 4. Dezember 1980  | Anouar Hmila (2)            |                                |
| CAF                                   | Malang Diedhiou                       | Senegal                      | 30. April 1973    | Djibril Camara              | El Hadji Samba                 |
| CAF                                   | Bakary Gassama                        | Gambia                       | 10. Februar 1979  | Jean-Claude Birumushahu     | Abdelhak Etchiali              |
| CAF                                   | Gehad Grisha                          | Ägypten                      | 29. Februar 1976  | Redouane Achik              | Waleed Ahmed                   |
| CAF                                   | Janny Sikazwe                         | Sambia                       | 26. Mai 1979      | Jerson Dos Santos           | Zakhele Siwela                 |
| CAF                                   | Bamlak Weyesa                         | Äthiopien                    | 30. Dezember 1980 |                             |                                |
| CONCACAF                              | Joel Aguilar                          | El Salvador                  | 2. Juli 1975      | Juan Zumba (×)              | Juan Mora                      |
| CONCACAF                              | Mark Geiger                           | Vereinigte Staaten           | 25. August 1974   | Frank Anderson              | Joe Fletcher                   |
| CONCACAF                              | Jair Marrufo                          | Vereinigte Staaten           | 17. Juni 1977     | Corey Rockwell              | Juan Zumba (×)                 |
| CONCACAF                              | Ricardo Montero                       | Costa Rica                   | 6. März 1986      | Hiroshi Yamauchi (3)        |                                |
| CONCACAF                              | John Pitti                            | Panama                       | 2. August 1978    | Gabriel Victoria (4)        |                                |
| CONCACAF                              | César Ramos                           | Mexiko                       | 15. Dezember 1983 | Miguel Hernández            | Marvin Torrentera              |
| CONMEBOL                              | Julio Bascuñán                        | Chile                        | 11. Juni 1978     | Carlos Astroza              | Christian Schiemann            |
| CONMEBOL                              | Enrique Cáceres                       | Paraguay                     | 20. März 1974     | Eduardo Cardozo             | Juan Zorrilla                  |
| CONMEBOL                              | Andrés Cunha                          | Uruguay                      | 8. September 1976 | Mauricio Espinosa           | Nicolas Taran                  |
| CONMEBOL                              | Néstor Pitana                         | Argentinien                  | 17. Juni 1975     | Hernán Maidana              | Juan Pablo Belatti             |
| CONMEBOL                              | Sandro Ricci                          | Brasilien                    | 19. November 1974 | Emerson de Carvalho         | Marcelo van Gasse              |
| CONMEBOL                              | Wilmar Roldán                         | Kolumbien                    | 24. Januar 1980   | Cristian De La Cruz         | Alexander Guzmán               |
| OFC                                   | Matthew Conger                        | Neuseeland                   | 11. Oktober 1978  | Simon Lount                 | Tevita Makasini                |
| OFC                                   | Norbert Hauata                        | Tahiti                       | 6. Juni 1979      | Bertrand Brial (5)          |                                |
| UEFA                                  | Felix Brych                           | Deutschland                  | 3. August 1975    | Stefan Lupp                 | Mark Borsch                    |
| UEFA                                  | Cüneyt Çakır                          | Türkei                       | 23. November 1976 | Bahattin Duran              | Tarık Ongun                    |
| UEFA                                  | Sergei Karassjow                      | Russland                     | 12. Juni 1979     | Anton Iwanowitsch Awerjanow | Tichon Wladimirowitsch Kalugin |
| UEFA                                  | Björn Kuipers                         | Niederlande                  | 28. März 1973     | Sander van Roekel           | Erwin Zeinstra                 |
| UEFA                                  | Szymon Marciniak                      | Polen                        | 7. Januar 1981    | Tomasz Listkiewicz          | Paweł Sokolnicki               |
| UEFA                                  | Antonio Mateu Lahoz                   | Spanien                      | 12. März 1977     | Pau Cebrián Devís           | Roberto Díaz Pérez             |
| UEFA                                  | Milorad Mažić                         | Serbien                      | 23. März 1973     | Milovan Ristić              | Dalibor Đurđević               |
| UEFA                                  | Gianluca Rocchi                       | Italien                      | 25. August 1973   | Elenito Di Liberatore       | Mauro Tonolini                 |
| UEFA                                  | Damir Skomina                         | Slowenien                    | 5. August 1976    | Jure Praprotnik             | Robert Vukan                   |
| UEFA                                  | Clément Turpin                        | Frankreich                   | 16. Mai 1982      | Nicolas Danos               | Cyril Gringore                 |
| Altersdurchschnitt (zu Beginn der WM) | Altersdurchschnitt (zu Beginn der WM) | —                            | 40,29 Jahre       | —                           | —                              |

### Videoassistenten (VAR)
| Verband  | Schiedsrichter            | Land        |
| -------- | ------------------------- | ----------- |
| AFC      | Abdulrahman Al-Jassim     | Katar       |
| CONMEBOL | Wilton Sampaio            | Brasilien   |
| CONMEBOL | Gery Vargas               | Bolivien    |
| CONMEBOL | Mauro Vigliano            | Argentinien |
| UEFA     | Bastian Dankert           | Deutschland |
| UEFA     | Artur Dias                | Portugal    |
| UEFA     | Paweł Gil                 | Polen       |
| UEFA     | Massimiliano Irrati       | Italien     |
| UEFA     | Tiago Bruno Lopes Martins | Portugal    |
| UEFA     | Danny Makkelie            | Niederlande |
| UEFA     | Daniele Orsato            | Italien     |
| UEFA     | Paolo Valeri              | Italien     |
| UEFA     | Felix Zwayer              | Deutschland |

## Liste der Einsätze nach Spielen
Legende
| - # → gibt die Nummer der jeweiligen Partie an - Partie → gibt die beiden Mannschaften an, die das Spiel bestritten und den Endstand des Spieles nach der regulären Spielzeit, ggf. nach der Verlängerung und im Elfmeterschießen - Schiedsrichter → Vor- und Zuname des Schiedsrichters, der das Spiel leitete - Schiedsrichterassistenten → Vor- und Zuname der Schiedsrichterassistenten, die den Schiedsrichter an den Seitenlinien unterstützten - SRA1 → Schiedsrichterassistent 1, Vor- und Zuname des Schiedsrichterassistenten - SRA2 → Schiedsrichterassistent 2, Vor- und Zuname des Schiedsrichterassistenten - → ausgesprochene Verwarnungen mittels gelber Karte; erhält ein und derselbe Spieler danach eine zweite gelbe Karte (entspricht der gelb-roten Karte), so wird die erste gelbe Karte nicht gewertet - → ausgesprochene Feldverweise mittels gelb-roter Karte - → ausgesprochene Feldverweise mittels roter Karte - Elfm. → in der regulären Spielzeit oder in der Verlängerung verhängte Strafstöße | - Vierter Offizieller → Vor- und Zuname des Schiedsrichters, der als Vierter Offizieller eingesetzt wurde - Videoassistenten-Team → Vor- und Zuname des Videoassistenten-Teams, die den Schiedsrichter per Videobeweis unterstützen und ggf. Entscheidungen übernehmen - VAR → Vor- und Zuname des Videoschiedsrichter, der mit dem Schiedsrichter im Stadion kommuniziert, das Videoassistenten-Team leitet, die Vorfälle überprüft und das Spiel beobachtet - AVAR1 → Vor- und Zuname des ersten Videoassistenten, der den Videoschiedsrichter bei seinen Entscheidungen und Beobachtungen unterstützt - AVAR2 → Vor- und Zuname des zweiten Videoassistenten, der nur für die Bewertung von Abseitssituationen zuständig ist - AVAR3 → Vor- und Zuname des dritten Videoassistenten, der die Informationen von AVAR2 an den Videoschiedsrichter weiterleitet und den Videoschiedsrichter bei weiteren Vorfällen unterstützt |

| Spiel            | Spiel         | Schiedsrichter                    | Schiedsrichterassistenten   | Schiedsrichterassistenten      | Karten       | Karten          | Karten       | Elfm.        | Vierter Offizieller               | Videoassistenten-Team     | Videoassistenten-Team     | Videoassistenten-Team | Videoassistenten-Team     |
| #                | Partie        | Schiedsrichter                    | SRA1                        | SRA2                           | Gelbe Karte  | Gelb-Rote Karte | Rote Karte   | Elfm.        | Vierter Offizieller               | VAR                       | AVAR1                     | AVAR2                 | AVAR3                     |
| Gruppenphase     | Gruppenphase  | Gruppenphase                      | Gruppenphase                | Gruppenphase                   | Gruppenphase | Gruppenphase    | Gruppenphase | Gruppenphase | Gruppenphase                      | Gruppenphase              | Gruppenphase              | Gruppenphase          | Gruppenphase              |
| ---------------- | ------------- | --------------------------------- | --------------------------- | ------------------------------ | ------------ | --------------- | ------------ | ------------ | --------------------------------- | ------------------------- | ------------------------- | --------------------- | ------------------------- |
| 1                | 5:0           | Néstor Pitana                     | Hernán Maidana              | Juan Pablo Belatti             | 2            | 0               | 0            | 0            | Sandro Ricci                      | Massimiliano Irrati       | Mauro Vigliano            | Carlos Astroza        | Daniele Orsato            |
| 2                | 0:1           | Björn Kuipers                     | Sander van Roekel           | Erwin Zeinstra                 | 2            | 0               | 0            | 0            | Milorad Mažić                     | Danny Makkelie            | Paweł Gil                 | Cyril Gringore        | Clément Turpin            |
| 3                | 0:1           | Cüneyt Çakır                      | Bahattin Duran              | Tarık Ongun                    | 4            | 0               | 0            | 0            | Sergei Karassjow                  | Felix Zwayer              | Bastian Dankert           | Mark Borsch           | Jair Marrufo              |
| 4                | 3:3           | Gianluca Rocchi                   | Elenito Di Liberatore       | Mauro Tonolini                 | 2            | 0               | 0            | 1            | Ryūji Satō                        | Massimiliano Irrati       | Paolo Valeri              | Carlos Astroza        | Daniele Orsato            |
| 5                | 2:1           | Andrés Cunha                      | Nicolas Taran               | Mauricio Espinosa              | 4            | 0               | 0            | 2            | Julio Bascuñán                    | Mauro Vigliano            | Tiago Bruno Lopes Martins | Hernán Maidana        | Jair Marrufo              |
| 6                | 1:1           | Szymon Marciniak                  | Paweł Sokolnicki            | Tomasz Listkiewicz             | 0            | 0               | 0            | 1            | Wilmar Roldán                     | Mark Geiger               | Paweł Gil                 | Joe Fletcher          | Gery Vargas               |
| 7                | 0:1           | Bakary Gassama                    | Jean-Claude Birumushahu     | Abdelhak Etchiali              | 3            | 0               | 0            | 1            | Mehdi Abid Charef                 | Felix Zwayer              | Bastian Dankert           | Mark Borsch           | Danny Makkelie            |
| 8                | 2:0           | Sandro Ricci                      | Emerson de Carvalho         | Marcelo van Gasse              | 3            | 0               | 0            | 1            | Antonio Mateu Lahoz               | Daniele Orsato            | Wilton Sampaio            | Carlos Astroza        | Artur Dias                |
| 9                | 0:1           | Malang Diedhiou                   | Djibril Camara              | El Hadji Samba                 | 4            | 0               | 0            | 0            | Bamlak Weyesa                     | Clément Turpin            | Paweł Gil                 | Cyril Gringore        | Artur Dias                |
| 12               | 0:1           | Alireza Faghani                   | Reza Sokhandan              | Mohammadreza Mansouri          | 4            | 0               | 0            | 0            | Mohammed Abdullah Hassan Mohammed | Massimiliano Irrati       | Wilton Sampaio            | Carlos Astroza        | Mark Geiger               |
| 11               | 1:1           | César Ramos                       | Marvin Torrentera           | Miguel Hernández               | 4            | 0               | 0            | 0            | John Pitti                        | Paolo Valeri              | Mauro Vigliano            | Elenito Di Liberatore | Gianluca Rocchi           |
| 12               | 1:0           | Joel Aguilar                      | Juan Zumba                  | Juan Mora                      | 3            | 0               | 0            | 1            | Norbert Hauata                    | Mauro Vigliano            | Abdulrahman Al-Jassim     | Taleb al-Marri        | Daniele Orsato            |
| 13               | 3:0           | Janny Sikazwe                     | Jerson Dos Santos           | Zakhele Siwela                 | 8            | 0               | 0            | 0            | Ryūji Satō                        | Bastian Dankert           | Felix Zwayer              | Sander van Roekel     | Danny Makkelie            |
| 14               | 1:2           | Wilmar Roldán                     | Alexander Guzmán            | Cristian De La Cruz            | 1            | 0               | 0            | 1            | Ricardo Montero                   | Sandro Ricci              | Gery Vargas               | Emerson de Carvalho   | Tiago Bruno Lopes Martins |
| 15               | 1:2           | Damir Skomina                     | Jure Praprotnik             | Robert Vukan                   | 3            | 0               | 1            | 1            | Mehdi Abid Charef                 | Danny Makkelie            | Bastian Dankert           | Sander van Roekel     | Felix Zwayer              |
| 16               | 1:2           | Nawaf Shukralla                   | Yaser Tulefat               | Taleb al-Marri                 | 3            | 0               | 0            | 0            | Abdulrahman Al-Jassim             | Artur Dias                | Tiago Bruno Lopes Martins | Hernán Maidana        | Wilton Sampaio            |
| 17               | 3:1           | Enrique Cáceres                   | Eduardo Cardozo             | Juan Zorrilla                  | 2            | 0               | 0            | 1            | Cüneyt Çakır                      | Massimiliano Irrati       | Mauro Vigliano            | Carlos Astroza        | Szymon Marciniak          |
| 18               | 1:0           | Mark Geiger                       | Joe Fletcher                | Frank Anderson                 | 2            | 0               | 0            | 0            | Sergei Karassjow                  | Felix Zwayer              | Jair Marrufo              | Simon Lount           | Bastian Dankert           |
| 19               | 1:0           | Clément Turpin                    | Nicolas Danos               | Cyril Gringore                 | 0            | 0               | 0            | 0            | John Pitti                        | Szymon Marciniak          | Paweł Gil                 | Paweł Sokolnicki      | Daniele Orsato            |
| 20               | 0:1           | Andrés Cunha                      | Nicolas Taran               | Mauricio Espinosa              | 2            | 0               | 0            | 0            | Julio Bascuñán                    | Mauro Vigliano            | Wilton Sampaio            | Alexander Guzmán      | Massimiliano Irrati       |
| 21               | 1:1           | Antonio Mateu Lahoz               | Pau Cebrián Devís           | Roberto Díaz Pérez             | 2            | 0               | 0            | 1            | Bamlak Weyesa                     | Mark Geiger               | Jair Marrufo              | Joe Fletcher          | Paolo Valeri              |
| 22               | 1:0           | Mohammed Abdullah Hassan Mohammed | Mohamed al-Hammadi          | Hasan al-Mahri                 | 4            | 0               | 0            | 0            | Janny Sikazwe                     | Daniele Orsato            | Abdulrahman Al-Jassim     | Taleb al-Marri        | Szymon Marciniak          |
| 23               | 0:3           | Ravshan Ermatov                   | Abdukhamidullo Rasulov      | Jakhongir Saidov               | 7            | 0               | 0            | 0            | Norbert Hauata                    | Felix Zwayer              | Bastian Dankert           | Corey Rockwell        | Danny Makkelie            |
| 24               | 2:0           | Björn Kuipers                     | Sander van Roekel           | Erwin Zeinstra                 | 3            | 0               | 0            | 0            | Damir Skomina                     | Danny Makkelie            | Artur Dias                | Joe Fletcher          | Mark Geiger               |
| 25               | 2:0           | Matthew Conger                    | Simon Lount                 | Tevita Makasini                | 1            | 0               | 0            | 1            | Ricardo Montero                   | Massimiliano Irrati       | Paweł Gil                 | Elenito Di Liberatore | Gianluca Rocchi           |
| 26               | 1:2           | Felix Brych                       | Mark Borsch                 | Stefan Lupp                    | 5            | 0               | 0            | 0            | Nawaf Shukralla                   | Felix Zwayer              | Bastian Dankert           | Carlos Astroza        | Clément Turpin            |
| 27               | 5:2           | Jair Marrufo                      | Corey Rockwell              | Juan Zumba                     | 1            | 0               | 0            | 1            | Andrés Cunha                      | Mark Geiger               | Bastian Dankert           | Joe Fletcher          | Felix Zwayer              |
| 28               | 1:2           | Milorad Mažić                     | Milovan Ristić              | Dalibor Đurđević               | 4            | 0               | 0            | 1            | John Pitti                        | Daniele Orsato            | Artur Dias                | Carlos Astroza        | Tiago Bruno Lopes Martins |
| 29               | 2:1           | Szymon Marciniak                  | Paweł Sokolnicki            | Tomasz Listkiewicz             | 2            | 1               | 0            | 0            | Ryūji Satō                        | Clément Turpin            | Paweł Gil                 | Cyril Gringore        | Paolo Valeri              |
| 30               | 6:1           | Gehad Grisha                      | Redouane Achik              | Waleed Ahmed                   | 4            | 0               | 0            | 2            | Norbert Hauata                    | Danny Makkelie            | Paweł Gil                 | Sander van Roekel     | Mark Geiger               |
| 31               | 2:2           | Gianluca Rocchi                   | Elenito Di Liberatore       | Mauro Tonolini                 | 5            | 0               | 0            | 0            | Abdulrahman Al-Jassim             | Massimiliano Irrati       | Tiago Bruno Lopes Martins | Hernán Maidana        | Paolo Valeri              |
| 32               | 0:3           | César Ramos                       | Marvin Torrentera           | Miguel Hernández               | 2            | 0               | 0            | 0            | Julio Bascuñán                    | Mauro Vigliano            | Gery Vargas               | Roberto Díaz Pérez    | Daniele Orsato            |
| 33               | 3:0           | Malang Diedhiou                   | Djibril Camara              | El Hadji Samba                 | 2            | 1               | 0            | 0            | Bamlak Weyesa                     | Clément Turpin            | Paweł Gil                 | Cyril Gringore        | Daniele Orsato            |
| 34               | 2:1           | Wilmar Roldán                     | Alexander Guzmán            | Cristian De La Cruz            | 2            | 0               | 0            | 2            | Ricardo Montero                   | Artur Dias                | Tiago Bruno Lopes Martins | Carlos Astroza        | Wilton Sampaio            |
| 35               | 1:1           | Enrique Cáceres                   | Eduardo Cardozo             | Juan Zorrilla                  | 6            | 0               | 0            | 2            | Mehdi Abid Charef                 | Massimiliano Irrati       | Gery Vargas               | Hernán Maidana        | Paolo Valeri              |
| 36               | 2:2           | Ravshan Ermatov                   | Abdukhamidullo Rasulov      | Jakhongir Saidov               | 6            | 0               | 0            | 0            | Mohammed Abdullah Hassan Mohammed | Felix Zwayer              | Bastian Dankert           | Mark Borsch           | Danny Makkelie            |
| 37               | 0:0           | Sandro Ricci                      | Emerson de Carvalho         | Marcelo van Gasse              | 1            | 0               | 0            | 0            | Gianluca Rocchi                   | Mauro Vigliano            | Wilton Sampaio            | Carlos Astroza        | Tiago Bruno Lopes Martins |
| 38               | 0:2           | Sergei Karassjow                  | Anton Iwanowitsch Awerjanow | Tichon Wladimirowitsch Kalugin | 6            | 0               | 0            | 0            | Ryūji Satō                        | Danny Makkelie            | Jair Marrufo              | Mark Borsch           | Bastian Dankert           |
| 39               | 1:2           | Cüneyt Çakır                      | Bahattin Duran              | Tarık Ongun                    | 5            | 0               | 0            | 1            | Björn Kuipers                     | Daniele Orsato            | Paweł Gil                 | Paweł Sokolnicki      | Massimiliano Irrati       |
| 40               | 1:2           | Antonio Mateu Lahoz               | Pau Cebrián Devís           | Roberto Díaz Pérez             | 5            | 0               | 0            | 1            | John Pitti                        | Paolo Valeri              | Gery Vargas               | Elenito Di Liberatore | Felix Zwayer              |
| 41               | 2:0           | Mark Geiger                       | Joe Fletcher                | Frank Anderson                 | 4            | 0               | 0            | 0            | Julio Bascuñán                    | Danny Makkelie            | Tiago Bruno Lopes Martins | Corey Rockwell        | Artur Dias                |
| 42               | 0:3           | Néstor Pitana                     | Hernán Maidana              | Juan Pablo Belatti             | 5            | 0               | 0            | 1            | Andrés Cunha                      | Mauro Vigliano            | Gery Vargas               | Carlos Astroza        | Wilton Sampaio            |
| 43               | 0:2           | Alireza Faghani                   | Reza Sokhandan              | Mohammadreza Mansouri          | 3            | 0               | 0            | 0            | Jair Marrufo                      | Massimiliano Irrati       | Paweł Gil                 | Paweł Sokolnicki      | Paolo Valeri              |
| 44               | 2:2           | Clément Turpin                    | Nicolas Danos               | Cyril Gringore                 | 6            | 0               | 0            | 1            | Norbert Hauata                    | Felix Zwayer              | Bastian Dankert           | Mark Borsch           | Szymon Marciniak          |
| 45               | 0:1           | Janny Sikazwe                     | Jerson Dos Santos           | Zakhele Siwela                 | 1            | 0               | 0            | 0            | Ricardo Montero                   | Daniele Orsato            | Gery Vargas               | Carlos Astroza        | Paolo Valeri              |
| 46               | 0:1           | Milorad Mažić                     | Milovan Ristić              | Dalibor Đurđević               | 2            | 0               | 0            | 0            | Bamlak Weyesa                     | Danny Makkelie            | Bastian Dankert           | Elenito Di Liberatore | Gianluca Rocchi           |
| 47               | 0:1           | Damir Skomina                     | Jure Praprotnik             | Robert Vukan                   | 2            | 0               | 0            | 0            | Mohammed Abdullah Hassan Mohammed | Artur Dias                | Paweł Gil                 | Roberto Díaz Pérez    | Mauro Vigliano            |
| 48               | 1:2           | Nawaf Shukralla                   | Yaser Tulefat               | Taleb al-Marri                 | 6            | 0               | 0            | 0            | Mehdi Abid Charef                 | Tiago Bruno Lopes Martins | Abdulrahman Al-Jassim     | Marvin Torrentera     | Sandro Ricci              |
| Achtelfinale     |               |                                   |                             |                                |              |                 |              |              |                                   |                           |                           |                       |                           |
| 49               | 4:3           | Alireza Faghani                   | Reza Sokhandan              | Mohammadreza Mansouri          | 8            | 0               | 0            | 1            | Julio Bascuñán                    | Massimiliano Irrati       | Paweł Gil                 | Carlos Astroza        | Paolo Valeri              |
| 50               | 2:1           | César Ramos                       | Marvin Torrentera           | Miguel Hernández               | 1            | 0               | 0            | 0            | Jair Marrufo                      | Mark Geiger               | Bastian Dankert           | Joe Fletcher          | Danny Makkelie            |
| 51               | 1:1 3:4 i. E. | Björn Kuipers                     | Sander van Roekel           | Erwin Zeinstra                 | 3            | 0               | 0            | 1            | Clément Turpin                    | Danny Makkelie            | Paweł Gil                 | Mark Borsch           | Felix Zwayer              |
| 52               | 1:1 3:2 i. E. | Néstor Pitana                     | Hernán Maidana              | Juan Pablo Belatti             | 1            | 0               | 0            | 1            | Enrique Cáceres                   | Mauro Vigliano            | Gery Vargas               | Roberto Díaz Pérez    | Daniele Orsato            |
| 53               | 2:0           | Gianluca Rocchi                   | Elenito Di Liberatore       | Mauro Tonolini                 | 6            | 0               | 0            | 0            | Antonio Mateu Lahoz               | Massimiliano Irrati       | Paweł Gil                 | Carlos Astroza        | Daniele Orsato            |
| 54               | 3:2           | Malang Diedhiou                   | Djibril Camara              | El Hadji Samba                 | 1            | 0               | 0            | 0            | Bakary Gassama                    | Felix Zwayer              | Clément Turpin            | Mark Borsch           | Danny Makkelie            |
| 55               | 1:0           | Damir Skomina                     | Jure Praprotnik             | Robert Vukan                   | 3            | 0               | 1            | 0            | Nawaf Shukralla                   | Daniele Orsato            | Bastian Dankert           | Roberto Díaz Pérez    | Massimiliano Irrati       |
| 56               | 1:1 3:4 i. E. | Mark Geiger                       | Joe Fletcher                | Frank Anderson                 | 8            | 0               | 0            | 1            | Matthew Conger                    | Danny Makkelie            | Paweł Gil                 | Carlos Astroza        | Mauro Vigliano            |
| Viertelfinale    |               |                                   |                             |                                |              |                 |              |              |                                   |                           |                           |                       |                           |
| 57               | 0:2           | Néstor Pitana                     | Hernán Maidana              | Juan Pablo Belatti             | 4            | 0               | 0            | 0            | Alireza Faghani                   | Massimiliano Irrati       | Mauro Vigliano            | Carlos Astroza        | Paolo Valeri              |
| 58               | 1:2           | Milorad Mažić                     | Milovan Ristić              | Dalibor Đurđević               | 4            | 0               | 0            | 0            | Jair Marrufo                      | Daniele Orsato            | Paweł Gil                 | Mark Borsch           | Felix Zwayer              |
| 59               | 0:2           | Björn Kuipers                     | Sander van Roekel           | Erwin Zeinstra                 | 3            | 0               | 0            | 0            | Antonio Mateu Lahoz               | Danny Makkelie            | Bastian Dankert           | Carlos Astroza        | Felix Zwayer              |
| 60               | 2:2 3:4 i. E. | Sandro Ricci                      | Emerson de Carvalho         | Marcelo van Gasse              | 5            | 0               | 0            | 0            | Janny Sikazwe                     | Massimiliano Irrati       | Wilton Sampaio            | Roberto Díaz Pérez    | Paolo Valeri              |
| Halbfinale       |               |                                   |                             |                                |              |                 |              |              |                                   |                           |                           |                       |                           |
| 61               | 1:0           | Andrés Cunha                      | Nicolas Taran               | Mauricio Espinosa              | 5            | 0               | 0            | 0            | César Ramos                       | Massimiliano Irrati       | Mauro Vigliano            | Roberto Díaz Pérez    | Paolo Valeri              |
| 62               | 2:1 i. V.     | Cüneyt Çakır                      | Bahattin Duran              | Tarık Ongun                    | 3            | 0               | 0            | 0            | Björn Kuipers                     | Danny Makkelie            | Bastian Dankert           | Carlos Astroza        | Felix Zwayer              |
| Spiel um Platz 3 |               |                                   |                             |                                |              |                 |              |              |                                   |                           |                           |                       |                           |
| 63               | 2:0           | Alireza Faghani                   | Reza Sokhandan              | Mohammadreza Mansouri          | 3            | 0               | 0            | 0            | Malang Diedhiou                   | Mark Geiger               | Bastian Dankert           | Joe Fletcher          | Paolo Valeri              |
| Finale           |               |                                   |                             |                                |              |                 |              |              |                                   |                           |                           |                       |                           |
| 64               | 4:2           | Néstor Pitana                     | Hernán Maidana              | Juan Pablo Belatti             | 3            | 0               | 0            | 1            | Björn Kuipers                     | Massimiliano Irrati       | Mauro Vigliano            | Carlos Astroza        | Danny Makkelie            |

Quelle: Spielberichte der FIFA

## Leistungsdaten der eingesetzten Schiedsrichter
Eine Übersicht der Leistungsdaten der eingesetzten Schiedsrichter, die bei der Weltmeisterschaft die Spiele geleitet haben.
| Schiedsrichter                    | Nationalität                 | Anzahl der Spielleitungen | Anzahl als Vierter Offizieller | Anzahl als Videoassisstent | Gesamteinsätze | Gelbe Karte | Gelb-Rote Karte | Rote Karte | Elfm. | Anmerkung                            |
| --------------------------------- | ---------------------------- | ------------------------- | ------------------------------ | -------------------------- | -------------- | ----------- | --------------- | ---------- | ----- | ------------------------------------ |
| Néstor Pitana                     | Argentinien                  | 5                         | 0                              | 0                          | 5              | 15          | 0               | 0          | 3     | Eröffnungsspiel und Finale           |
| Björn Kuipers                     | Niederlande                  | 4                         | 3                              | 0                          | 7              | 11          | 0               | 0          | 1     | bis zum Finale im Turnier verblieben |
| Alireza Faghani                   | Iran                         | 4                         | 1                              | 0                          | 5              | 18          | 0               | 0          | 1     | Spiel um Platz 3                     |
| Andrés Cunha                      | Uruguay                      | 3                         | 2                              | 0                          | 5              | 11          | 0               | 0          | 2     | bis zum Finale im Turnier verblieben |
| Gianluca Rocchi                   | Italien                      | 3                         | 1                              | 3                          | 7              | 13          | 0               | 0          | 1     | bis zum Finale im Turnier verblieben |
| Sandro Ricci                      | Brasilien                    | 3                         | 1                              | 2                          | 6              | 9           | 0               | 0          | 1     | bis zum Finale im Turnier verblieben |
| Cüneyt Çakır                      | Türkei                       | 3                         | 1                              | 0                          | 4              | 12          | 0               | 0          | 1     | bis zum Finale im Turnier verblieben |
| Damir Skomina                     | Slowenien                    | 3                         | 1                              | 0                          | 4              | 8           | 0               | 2          | 1     | nach dem Viertelfinale ausgeschieden |
| Milorad Mažić                     | Serbien                      | 3                         | 1                              | 0                          | 4              | 10          | 0               | 0          | 1     | bis zum Finale im Turnier verblieben |
| Malang Diedhiou                   | Senegal                      | 3                         | 1                              | 0                          | 4              | 7           | 1               | 0          | 0     | bis zum Finale im Turnier verblieben |
| César Ramos                       | Mexiko                       | 3                         | 1                              | 0                          | 4              | 7           | 0               | 0          | 0     | bis zum Finale im Turnier verblieben |
| Mark Geiger                       | Vereinigte Staaten           | 3                         | 0                              | 8                          | 11             | 14          | 0               | 0          | 1     | bis zum Finale im Turnier verblieben |
| Antonio Mateu Lahoz               | Spanien                      | 2                         | 3                              | 0                          | 5              | 7           | 0               | 0          | 2     | nach dem Viertelfinale ausgeschieden |
| Nawaf Shukralla                   | Bahrain                      | 2                         | 2                              | 0                          | 4              | 9           | 0               | 0          | 0     | nach dem Viertelfinale ausgeschieden |
| Janny Sikazwe                     | Sambia                       | 2                         | 2                              | 0                          | 4              | 9           | 0               | 0          | 0     | nach dem Viertelfinale ausgeschieden |
| Clément Turpin                    | Frankreich                   | 2                         | 1                              | 6                          | 9              | 6           | 0               | 0          | 1     | nach dem Achtelfinale ausgeschieden  |
| Enrique Cáceres                   | Paraguay                     | 2                         | 1                              | 0                          | 3              | 8           | 0               | 0          | 3     | nach dem Achtelfinale ausgeschieden  |
| Wilmar Roldán                     | Kolumbien                    | 2                         | 1                              | 0                          | 3              | 3           | 0               | 0          | 3     | nach dem Achtelfinale ausgeschieden  |
| Szymon Marciniak                  | Polen                        | 2                         | 0                              | 4                          | 6              | 2           | 1               | 0          | 1     | nach dem Achtelfinale ausgeschieden  |
| Ravshan Ermatov                   | Usbekistan                   | 2                         | 0                              | 0                          | 2              | 13          | 0               | 0          | 0     | nach dem Achtelfinale ausgeschieden  |
| Jair Marrufo                      | Vereinigte Staaten           | 1                         | 3                              | 5                          | 9              | 1           | 0               | 0          | 1     | nach dem Viertelfinale ausgeschieden |
| Mohammed Abdullah Hassan Mohammed | Vereinigte Arabische Emirate | 1                         | 3                              | 0                          | 4              | 4           | 0               | 0          | 0     | nach dem Achtelfinale ausgeschieden  |
| Sergei Karassjow                  | Russland                     | 1                         | 2                              | 0                          | 3              | 6           | 0               | 0          | 0     | nach dem Achtelfinale ausgeschieden  |
| Bakary Gassama                    | Gambia                       | 1                         | 1                              | 0                          | 2              | 3           | 0               | 0          | 1     | nach dem Achtelfinale ausgeschieden  |
| Matthew Conger                    | Neuseeland                   | 1                         | 1                              | 0                          | 2              | 1           | 0               | 0          | 1     | bis zum Finale im Turnier verblieben |
| Felix Brych                       | Deutschland                  | 1                         | 0                              | 0                          | 1              | 5           | 0               | 0          | 0     | nach dem Achtelfinale ausgeschieden  |
| Gehad Grisha                      | Ägypten                      | 1                         | 0                              | 0                          | 1              | 4           | 0               | 0          | 2     | nach dem Achtelfinale ausgeschieden  |
| Joel Aguilar                      | El Salvador                  | 1                         | 0                              | 0                          | 1              | 3           | 0               | 0          | 1     | nach dem Achtelfinale ausgeschieden  |
| Julio Bascuñán                    | Chile                        | 0                         | 5                              | 0                          | 5              | 0           | 0               | 0          | 0     | nach dem Achtelfinale ausgeschieden  |
| Mehdi Abid Charef                 | Algerien                     | 0                         | 4                              | 0                          | 4              | 0           | 0               | 0          | 0     | nach dem Achtelfinale ausgeschieden  |
| Norbert Hauata                    | Tahiti                       | 0                         | 4                              | 0                          | 4              | 0           | 0               | 0          | 0     | nach dem Achtelfinale ausgeschieden  |
| Ricardo Montero                   | Costa Rica                   | 0                         | 4                              | 0                          | 4              | 0           | 0               | 0          | 0     | nach dem Achtelfinale ausgeschieden  |
| John Pitti                        | Panama                       | 0                         | 4                              | 0                          | 4              | 0           | 0               | 0          | 0     | nach dem Achtelfinale ausgeschieden  |
| Ryūji Satō                        | Japan                        | 0                         | 4                              | 0                          | 4              | 0           | 0               | 0          | 0     | nach dem Achtelfinale ausgeschieden  |
| Bamlak Weyesa                     | Äthiopien                    | 0                         | 4                              | 0                          | 4              | 0           | 0               | 0          | 0     | nach dem Achtelfinale ausgeschieden  |
| Gesamt                            | Gesamt                       | 64                        | 62                             | 28                         | 154            | 219         | 2               | 2          | 29    | —                                    |
| Durchschnitt pro Spiel            | Durchschnitt pro Spiel       | —                         | —                              | —                          | —              | 3,42        | 0,03            | 0,03       | 0,45  | —                                    |

Sortierreihenfolge: 1. Anzahl der Spielleitungen, 2. Anzahl als Vierter Offizieller Vorlagen, 3. Anzahl als Videoassisstent, 4. Anzahl der Karten (nach Fair-Play-Punkten), 5. Alphabetische Reihenfolge

## Einsätze als Videoassistenten
Neben den Einsätzen der 13 Schiedsrichter, die ausschließlich als Videoassistenten zum Einsatz kommen (grün markiert), werden auch die Schiedsrichterassistenten aufgelistet, die als Videoassistenten eingesetzt wurden (Schiedsrichter siehe Tabelle oben).
| Schiedsrichter            | Nationalität       | Einsätze | Einsätze | Einsätze | Einsätze | Einsätze | Anmerkungen                                                                     |
| Schiedsrichter            | Nationalität       | VAR      | AVAR1    | AVAR2    | AVAR3    | Gesamt   | Anmerkungen                                                                     |
| ------------------------- | ------------------ | -------- | -------- | -------- | -------- | -------- | ------------------------------------------------------------------------------- |
| Abdulrahman Al-Jassim     | Katar              | 0        | 3        | 0        | 0        | 3        | weitere 2 Einsätze als Vierter Offizieller; nach dem Achtelfinale ausgeschieden |
| Taleb al-Marri            | Katar              | 0        | 0        | 2        | 0        | 2        |                                                                                 |
| Carlos Astroza            | Chile              | 0        | 0        | 18       | 0        | 18       | Eröffnungsspiel und Finale                                                      |
| Mark Borsch               | Deutschland        | 0        | 0        | 8        | 0        | 8        |                                                                                 |
| Bastian Dankert           | Deutschland        | 1        | 14       | 0        | 2        | 17       | Spiel um Platz 3; bis zum Finale im Turnier verblieben                          |
| Emerson de Carvalho       | Brasilien          | 0        | 0        | 1        | 0        | 1        |                                                                                 |
| Artur Dias                | Portugal           | 3        | 2        | 0        | 3        | 8        | bis zum Finale im Turnier verblieben                                            |
| Roberto Díaz Pérez        | Spanien            | 0        | 0        | 6        | 0        | 6        |                                                                                 |
| Elenito Di Liberatore     | Italien            | 0        | 0        | 4        | 0        | 4        |                                                                                 |
| Joe Fletcher              | Kanada             | 0        | 0        | 6        | 0        | 6        | Spiel um Platz 3                                                                |
| Paweł Gil                 | Polen              | 0        | 16       | 0        | 0        | 16       | bis zum Finale im Turnier verblieben                                            |
| Cyril Gringore            | Frankreich         | 0        | 0        | 4        | 0        | 4        |                                                                                 |
| Alexander Guzmán          | Kolumbien          | 0        | 0        | 1        | 0        | 1        |                                                                                 |
| Massimiliano Irrati       | Italien            | 14       | 0        | 0        | 3        | 17       | Eröffnungsspiel und Finale                                                      |
| Tiago Bruno Lopes Martins | Portugal           | 1        | 5        | 0        | 3        | 9        | nach dem Achtelfinale ausgeschieden                                             |
| Simon Lount               | Neuseeland         | 0        | 0        | 1        | 0        | 1        |                                                                                 |
| Hernán Maidana            | Argentinien        | 0        | 0        | 4        | 0        | 4        |                                                                                 |
| Danny Makkelie            | Niederlande        | 11       | 0        | 0        | 7        | 18       | Finale                                                                          |
| Daniele Orsato            | Italien            | 7        | 0        | 0        | 8        | 15       | Eröffnungsspiel; bis zum Finale im Turnier verblieben                           |
| Corey Rockwell            | Vereinigte Staaten | 0        | 0        | 2        | 0        | 2        |                                                                                 |
| Wilton Sampaio            | Brasilien          | 0        | 5        | 0        | 3        | 8        | bis zum Finale im Turnier verblieben                                            |
| Paweł Sokolnicki          | Polen              | 0        | 0        | 3        | 0        | 3        |                                                                                 |
| Marvin Torrentera         | Mexiko             | 0        | 0        | 1        | 0        | 1        |                                                                                 |
| Sander van Roekel         | Niederlande        | 0        | 0        | 3        | 0        | 3        |                                                                                 |
| Paolo Valeri              | Italien            | 2        | 1        | 0        | 11       | 14       | Spiel um Platz 3; bis zum Finale im Turnier verblieben                          |
| Gery Vargas               | Bolivien           | 0        | 7        | 0        | 1        | 8        | nach dem Achtelfinale ausgeschieden                                             |
| Mauro Vigliano            | Argentinien        | 7        | 6        | 0        | 2        | 15       | Eröffnungsspiel und Finale                                                      |
| Felix Zwayer              | Deutschland        | 8        | 1        | 0        | 7        | 16       | bis zum Finale im Turnier verblieben                                            |

## Trivia
- Erste Gelbe Karte des Turniers: Alexander Golowin (Russland) in der 88. Minute im Eröffnungsspiel.
- Früheste Gelbe Karte nach dem Anpfiff: Jesús Gallardo (Mexiko) in der 1. Minute im Gruppenspiel gegen Schweden.
- Späteste Gelbe Karte in der regulären Spielzeit:
  - Aleksandar Prijović (Serbien) in der 90.+8' Minute im Gruppenspiel gegen Costa Rica
  - sowie Cédric Soares (Portugal) in der 90.+8' Minute im Gruppenspiel gegen den Iran.
- Späteste Gelbe Karte, inkl. Verlängerung: Juan Cuadrado (Kolumbien) in der 118. Minute im Achtelfinalspiel gegen England
- Erste und späteste Gelb-Rote-Karte: Jérôme Boateng (Deutschland) in der 82. Spielminute im Gruppenspiel gegen Schweden.
- Früheste und schnellste Gelb-Rote-Karte: Igor Smolnikow (Russland) im Gruppenspiel gegen Uruguay in der 36. Spielminute – 9 Minuten später nach dem Erhalt der ersten Gelbe Karte in der 27. Spielminute.
- Erste Rote Karte des Turniers sowie früheste nach dem Anpfiff: Carlos Sánchez (Kolumbien) in der 3. Minute im Gruppenspiel gegen Japan.
- Späteste Rote Karte nach dem Anpfiff: Michael Lang (Schweiz) in der 90.+4' Minute im Achtelfinalspiel gegen Schweden
- Die beiden einzigen Roten Karten wurden jeweils von Damir Skomina gezeigt.